# Остероде ам Харц
Остероде ам Харц (њем. Osterode am Harz) град је у њемачкој савезној држави Доња Саксонија. Једно је од 16 општинских средишта округа Остероде ам Харц. Према процјени из 2010. у граду је живјело 23.993 становника. Посједује регионалну шифру (AGS) 3156011, NUTS (DE919) и LOCODE (DE OSE) код.

## Географски и демографски подаци
Остероде ам Харц се налази у савезној држави Доња Саксонија у округу Остероде ам Харц. Град се налази на надморској висини од 220 метара. Површина општине износи 102,5 km². У самом граду је, према процјени из 2010. године, живјело 23.993 становника. Просјечна густина становништва износи 234 становника/km².

## Међународна сарадња
| Мјесто    | Држава    | Врста сарадње | Од    |
| --------- | --------- | ------------- | ----- |
| Армантјер | Француска | партнерство   | 1963. |
| Острода   | Пољска    | партнерство   | 1994. |
| Извор     |           |               |       |